# Castilla (vino)
Castilla es una indicación geográfica protegida, utilizada para designar los vinos de la tierra elaborados con uvas producidas en la comunidad autónoma de Castilla-La Mancha, España. La elaboración de dichos vinos debe llevarse a cabo en bodegas situadas en los municipios comprendidos dentro de la zona geográfica,  aunque en las etiquetas también figura el nombre del municipio de la región donde se haya embotellado el vino.
Esta indicación geográfica fue reglamentada por las Cortes de Castilla-La Mancha en 1999.
La indicación geográfica cuenta con registro ante la Unión Europea desde el 16 de abril de 2004.Desde el 22 de junio de 2021, también cuenta con registro ante la Organización Mundial de la Propiedad Intelectual.

## Variedades de uva
- Tintas: Bobal, Cabernet-sauvignon, Cabernet-franc, Coloraillo, Forcallat tinta, Garnacha peluda, Garnacha tinta, Garnacha tintorera, Graciano, Malbec, Marselan, Mazuela, Mencía, Merlot, Monastrell, Moravia agria, Moravia dulce o Crujidera, Moribel, Petit Verdot, Pinot Noir, Prieto picudo, Rojal tinta, Syrah, Tempranillo o Cencibel, Tinto de la pámpana blanca, Tinto Fragoso, Tinto Velasco o Frasco y Touriga Nacional.
- Blancas:  Airén, Alarije, Albarín Blanco, Albariño, Albillo Dorado, Albillo Real, Colombard, Chardonnay, Garnacha Blanca, Gewürztraminer, Macabeo o Viura, Malvar, Malvasía Aromática, Marisancho o Pardillo, Merseguera, Montúa o Chelva, Moscatel de grano menudo, Moscatel de Alejandría, Palomino, Pardina o Jaén Blanco, Parellada, Pedro Ximénez, Planta Nova o Tardana, Riesling, Sauvignon blanc, Torrontés, Verdejo, Verdoncho y Viognier.